# Eric Cervini
Eric Cervini (Califórnia, 1992) é um historiador americano e autor de política e cultura LGBTQ. Seu livro de 2020 intitulado The Deviant's War: The Homosexual vs. The United States of America, foi um best-seller do New York Times e finalista do Prêmio Pulitzer. Ele também dirige um boletim informativo sobre história queer, Queer History 101, que se concentra em compartilhar a história LGBTQ.
Cervini é membro do Conselho de Administração do Harvard Gender and Sexuality Caucus, bem como consultor da Sociedade Mattachine em Washington, D.C.

## Primeiros anos e educação
Cervini nasceu na Califórnia e foi criado em Round Rock, Texas, por uma mãe solteira, Lynn Cervini. Ele frequentou a Westwood High School, onde se formou com um diploma de Bacharelado Internacional em 2010. Desde 2020, ele mora em Los Angeles.
Cervini assumiu-se gay dias antes de se matricular na Universidade Harvard, onde se formou em 2014 com um Bachelor of Arts (BA) em História. Depois de um ano em 2015, onde obteve o título de Mestre em Filosofia em estudos históricos como bolsista Lionel de Jersey Harvard no Departamento de Política e Estudos Internacionais do Emmanuel College, em Cambridge, ele ganhou uma bolsa Gates Cambridge para continuar sua pesquisa como parte de um programa de doutorado. Ele recebeu um Ph.D. em história em 2019. Durante seu período de estudos em Cambridge, Cervini pesquisou gênero e sexualidade na sociedade antiga.

## Carreira
Após sete anos de pesquisa sobre o movimento homófilo anterior a rebelião de Stonewall, Cervini assinou um contrato de publicação de um livro com Farrar, Straus e Giroux em 2018. Nos meses que antecederam o lançamento do livro, Cervini iniciou um podcast, The Deviant's World, e uma série no Youtube e Instagram, The Magic Closet, para compartilhar sua pesquisa que não foi incluída no livro.

### The Deviant's War
Em junho de 2020, o livro de Cervini, The Deviant's War: The Homosexual vs. The United States of America, foi publicado e se tornou um best-seller do New York Times — a primeira obra da história LGBTQ a entrar na lista em 27 anos. The Deviant's War é a primeira biografia completa de Frank Kameny, uma figura-chave no movimento de libertação gay que é amplamente considerado o "avô do movimento pelos direitos dos gays".
Cervini examinou a vida de Kameny, que foi um pioneiro no movimento homófilo inicial pelos direitos LGBTQ nas décadas que antecederam os motins de Stonewall em 1969 e depois. O Orgulho Gay, sem nome até a década de 1970, foi defendido em conceito por Kameny na Suprema Corte dos EUA em 1961. Na década de 1970, Kameny obteve várias vitórias, uma delas foi a decisão de eliminar a homossexualidade do manual de transtornos mentais da Associação Americana de Psiquiatria. Charles Kaiser escreveu sobre Kameny que ele "pode ser responsável por mudanças sociais mais fundamentais no mundo pós-Segunda Guerra Mundial do que qualquer outro americano de sua geração."
A "Approval Matrix" da revista New York colocou The Deviant's War em seu quadrante para "brilhante" e "intelectual" e a crítica do jornal The Washington Post também definiu como "brilhante", bem como um "rico retrato de Kameny". Rich Juzwiak do The Attic chamou o livro de "meticulosamente detalhado" com pesquisa "exaustiva".
The Deviant's War examina as experiências de pessoas LGBTQ durante a vida de Kameny. A pesquisa de Cervini usou informações confidenciais e milhares de documentos pessoais, e conta a história de Kameny, incluindo a subcultura gay enrustida, juntamente com o medo do governo de que as pessoas LGBTQ fossem comunistas e riscos à segurança. De acordo com Michael Henry Adams do The Guardian, as pessoas LGBTQ enfrentaram o mesmo desdém social e ódio institucionalizado "enfrentados pelos negros e judeus, apoiados por séculos de intolerância religiosa”, mas eram mais odiadas. Ele também aborda outras figuras importantes na história LGBTQ inicial, incluindo Jack Nichols, Barbara Gittings, Jim Fouratt, Randy Wicker, Marsha P. Johnson e Sylvia Rivera. Cervini examinou as intersecções do movimento inicial pelos direitos LGBTQ, bem como do Movimento pela Liberdade Negra, da Nova Esquerda, do ativismo lésbico e da resistência transgênero.

## Prêmios e honrarias
Cervini foi nomeado para a lista de figuras LGBTQ influentes de 2020 da Logo30. The Deviant's War foi indicado para o New York Times Editor's Choice Recommended Books, ganhou o Prêmio Randy Shilts de 2021 e foi finalista do Prêmio Pulitzer de História de 2021.